# Hatachi
『Hatachi』（ハタチ）は、タッキー&翼の1枚目のミニアルバム。2002年9月11日にavex traxから発売された。

## 概要
タッキー&翼のファーストおよびデビューミニアルバム。「忌まわしい記憶を素晴らしい思い出に変えたい」というコンセプトや平和への祈りから、発売日はアメリカ同時多発テロ事件の1年後である2002年9月11日に設定された。
CCCDでの発売である。
初回限定特典に封入されるチケットで応募した人の中から抽選で5万人が10月20日正午から東京ドームで行われたデビューイベントに無料招待された。
通常盤ケースの印刷、初回盤の歌詞チラシには山下智久からのデビュー祝福のメッセージと当時のジャニーズJr.（KAT-TUN、小山慶一郎・加藤成亮・草野博紀(NEWS)、河合郁人・戸塚祥太・塚田僚一、五関晃一(A.B.C-Z)、薮宏太(Hey! Say! JUMP)、ジミーMackey）の署名がされている。

## 収録曲
1. True Heart
  - 作詞:松井五郎　
  - 作曲:M.Funemyr　
  - 編曲:CHOKKAKU
  - 本作のリードトラック。1stベストアルバム『タキツバベスト』、Lastベストアルバム『Thanks Two you』にも収録されている。
2. キ・セ・キ（滝沢）
  - 作詞:Kenn Kato　
  - 作曲:辰巳博成　
  - 編曲:CHOKKAKU
  - TBS系テレビドラマ『太陽の季節』主題歌[5]
  - 1st・Lastベストアルバムにも収録されている。
3. Get Down（今井）
  - 作詞・作曲:宮崎歩　
  - 編曲:ha-j
  - テレビ朝日系『裸の少年』エンディング・テーマ[5]
  - 「True Heart」から同曲まで連動ミュージックビデオが制作されファーストシングル「To be, To be, Ten made To be」付属のDVDまたはVHSに収録されている。1st・Lastベストアルバムにも収録されている。
4. The world will never forget…
  - 作詞・編曲:小幡英之　
  - 作曲:R.Malmberg
5. 願い（滝沢）
  - 作詞・作曲:HIKARI　
  - 編曲:KAM
6. 行カナイデ（今井）
  - 作詞:YUKAKO　
  - 作曲・編曲:馬飼野康二
  - Lastベストアルバムにも収録されている。
7. 空のスクリーン-rainbow in my soul-　
  - 作詞:小幡英之　
  - 作曲:羽岡佳　
  - 編曲:本間昭光
  - Lastベストアルバムにも収録されている。
8. epilogue　
  - 作詞:西野健次　
  - 作曲:JOEY CARBONE
  - 編曲:船山基紀
  - 3rdアルバム『TEN』に10th PAST盤、PRESENT盤のDISC2にノーマルバージョンと別に、FUTURE盤ボーナストラックに新録バージョンが収録されている。Lastベストアルバムにも収録されている。
9. True Heart-International version-